# Leksakernas hemliga liv
Leksakernas hemliga liv (The Secret Life of Toys) är en amerikansk dockfilmsserie producerad av Jim Henson Productions. 
Serien handlar om några leksaker som får liv när barnen inte är i närheten. Några av karaktärerna i serien är dockan Russin (svensk röst Pernilla Wahlgren), nallen Balthazar (svensk röst John Harryson) och kattleksaken Mjau (svensk röst Charlie Elvegård).

## Röster
- Pernilla Wahlgren
- John Harryson
- Måns Eriksson
- Joakim Jennefors
- Peter Sjöquist
- Andreas Nilsson
- Reine Brynolfsson
- Eric Donell
- Beatrice Järås
- Mattias Knave
- Steve Kratz
- Malin Berghagen
- Niclas Wahlgren
- Charlie Elvegård
- Therese Reuterswärd

BBC började visa serien i april 1994. Den har visats i Sveriges Television ett antal gånger, bland annat i morgonprogrammet Lördagsakuten.
Serien är en spin-off på filmen Leksakernas julafton (Jim Henson's The Christmas Toy) från 1986. Den visades den 23 december 1988 med svenska röster från Per Myrberg, Philip Zandén och Inga-Lill Andersson.